# Episodi di Curb Your Enthusiasm (decima stagione)
La decima stagione della serie televisiva Curb Your Enthusiasm è stata trasmessa in prima visione negli Stati Uniti d'America dal 19 gennaio al 22 marzo 2020 sul canale via cavo HBO.
In Italia la stagione è inedita.
| nº | Titolo originale                                     | Titolo italiano | Prima TV USA     | Prima TV Italia |
| -- | ---------------------------------------------------- | --------------- | ---------------- | --------------- |
| 1  | Happy New Year                                       |                 | 19 gennaio 2020  |                 |
| 2  | Side Sitting                                         |                 | 26 gennaio 2020  |                 |
| 3  | Artificial Fruit                                     |                 | 2 febbraio 2020  |                 |
| 4  | You're Not Going to Get Me to Say Anything Bad About |                 | 9 febbraio 2020  |                 |
| 5  | Insufficient Praise                                  |                 | 16 febbraio 2020 |                 |
| 6  | The Surprise Party                                   |                 | 23 febbraio 2020 |                 |
| 7  | The Ugly Section                                     |                 | 1º marzo 2020    |                 |
| 8  | Elizabeth, Margaret and Phillip                      |                 | 8 marzo 2020     |                 |
| 9  | Beep Panic                                           |                 | 15 marzo 2020    |                 |
| 10 | The Spite Store                                      |                 | 22 marzo 2020    |                 |